# Igreja de Santo António de Motael
A Igreja de Santo António de Motael é a igreja católica mais antiga de Timor-Leste. Foi reconstruída em 1955 no antigo estilo português.
A igreja foi também a pró-catedral de Díli, antes da Catedral da Imaculada Conceição ser construída em 1989.
A igreja desempenhou um papel importante na luta pela independência de Timor-Leste. A 28 de outubro de 1991, as tropas indonésias localizaram um grupo de membros da resistência na Igreja de Motael. O confronto deu-se entre os ativistas pró-integração e os ativistas independentistas que estavam na Igreja; quando este acabou, um homem de cada lado estava morto.
Em 1991, o padre Domingos da Cunha foi o pároco da Igreja de Santo António de Motael.